# Katov, Tábor
Katov là một làng thuộc huyện Tábor, vùng Jihočeský, Cộng hòa Séc.